# Gjilan
Gjilan (albanisch auch Gjilani, serbisch Гњилане Gnjilane) ist eine Stadt mit etwa 54.000 Einwohnern im Kosovo. Sie ist der Verwaltungssitz der Gemeinde Gjilan.

## Geographie
Die Stadt Gjilan zählt von der geographischen Größe her zu den sieben größten Städten des Kosovos. Die Stadt an sich liegt als Teil der Region Anamorava im südöstlichen Teil des Kosovo. Die Großgemeinde von Gjilan hat eine Fläche von 515 Quadratkilometern mit einer Bevölkerungsdichte von etwa 175 Einwohnern pro Quadratkilometer.
Insgesamt umfasst die Gemeinde Gjilan neben der Stadt noch 53 Dörfer. Das Gjilan-Tal ist eine fruchtbare, von Bergen umringte landwirtschaftliche Region. Das Klima ist kontinental gekennzeichnet. Die Sommer sind meist heiß und trocken; die Winter kalt und niederschlagsreich.
Südöstlich der Stadt befinden sich die Gebirgszüge des Karadak, welche im Grenzgebiet zu Nordmazedonien Höhen von bis zu 1000 Metern erreichen.

## Bevölkerung
| Ethnische Zusammensetzung                                                           |         |       |        |       |       |      |        |      |         |
| Jahr/Bevölkerung                                                                    | Albaner | %     | Serben | %     | Roma  | %    | Andere | %    | Total   |
| 1953                                                                                | 24.797  | 50,87 | 19.196 | 39,32 |       |      |        |      | 48.748  |
| 1961                                                                                | 29.942  | 57,12 | 18.297 | 34,91 | 735   | 1,50 |        |      | 52.415  |
| 1971                                                                                | 43.754  | 64,45 | 20.237 | 29,81 | 1.824 | 2,69 |        |      | 67.893  |
| 1981                                                                                | 59.764  | 71,08 | 19.212 | 22,85 | 3.347 | 3,98 | 1.762  | 2,1  | 84.085  |
| 1991                                                                                | 79.357  | 76,54 | 19.370 | 18,68 | 3.477 | 3,4  | 1.471  | 1,4  | 103.675 |
| 1998                                                                                | 94.218  | 79,4  | 19.481 | 16,4  | 3.568 | 3    | 1.387  | 1,2  | 118.654 |
| 2011                                                                                | 87.814  | 97,45 | 624    | 0,7   | 361   | 0,4  | 1.379  | 1,52 | 90.178  |
| Quelle: Yugoslav Population Censuses for data through 1991, and Kosovo 2011 census. |         |       |        |       |       |      |        |      |         |

Die Bevölkerung von Gjilan ist eine Mischung aus verschiedenen Ethnien, die teilweise seit Jahrhunderten zusammenleben. Die Bevölkerungszahl wuchs kontinuierlich bis zum Ausbruch des Kosovokrieges 1999. Für das Jahr 2002 wurde eine Einwohnerzahl von 133.724 in der Großgemeinde Gjilan angegeben. Davon waren 68.814 Männer (51 %) und 64.910 Frauen (49 %). Ethnisch gesehen bildeten die Albaner die größte Bevölkerungsgruppe mit 116.246 Einwohnern (87 %). Die Serben zählten mit 17.478 Personen (13 %) zur größten ethnischen Minderheit. Die Urbanisierung lag bei 60 Prozent, die restlichen 40 Prozent lebten verteilt in den 53 ländlichen Ortschaften der Großgemeinde Gjilan.
Bis 2011 fiel die Einwohnerzahl rapide auf 90.178. Dies ist ein Rückgang von 43.456 Personen oder rund 32,5 %. Während die albanische Bevölkerungsgruppe ihren Anteil auf 97,45 % (87.814 Personen) erhöhen konnte, ging die Zahl der serbischen Bevölkerungsgruppe auf nur 624 Personen zurück, was noch 0,7 % der Gesamtbevölkerung ausmachte. Der Anteil der Roma war mit 0,4 % (361 Personen) ebenfalls stark gesunken. Nach Schätzungen der Organisation für Sicherheit und Zusammenarbeit in Europa lebten vor dem Kosovokrieg rund 25.000 Serben und 6000 Roma in der Gemeinde.
Ein beträchtlicher Bevölkerungsteil stammt aus den albanischen Gebieten Südserbiens, also aus Preševo, Bujanovac und Medveđa. Die aus politischen und wirtschaftlichen Gründen Ausgewanderten haben auch nach Jahrzehnten ihres Auszugs noch enge Kontakte zu ihren Herkunftsorten entlang der kosovarisch-serbischen Grenze.

## Geschichte
Die genauen Umstände der Stadtgründung von Gjilan sind bis heute nicht ganz geklärt. Es gibt zwei von Historikern aufgestellte Theorien, die nachfolgend zusammengefasst sind:
- Der osmanische Reisende Evliya Çelebi (1611–1683) erwähnt in seinem Reisebuch (Seyahatnâme) einen Ort mit dem Namen Morava als Station an der Hauptstraße zwischen Konstantinopel und Novo Brdo. Sie wird als Amtssitz einer Kaza im Sandschak von Vushtrria genannt.

- Die örtliche Überlieferung besagt, dass Gjilan als Siedlung erst viel später, um das Jahr 1750, entstanden ist und sich 1772 zu einer Stadt entwickelte. Der Aufstieg Gjilans hing demnach eng mit dem Zusammenbruch der im Norden gelegenen Bergbaustadt Novo Brdo zusammen, welche im Mittelalter ein wichtiges Handels-, Wirtschafts- und Bergbauzentrum der Region war.

In der Nähe der Stadt befand sich von 1999 bis 2007 die US-amerikanische Militärbasis Camp Monteith, etwa 32 Kilometer östlich vom Camp Bondsteel.

## Wirtschaft

### Allgemeines
Bis Ende der 1990er Jahre hatte Gjilan einen lebhaften Handelssektor und eine recht solide Wirtschaft. Jedoch ging nach dem Zerfall Jugoslawiens aufgrund der politischen Übergangsphase die Industrieproduktion durch den Wettbewerb im nun freien Markt sowie neuerer Technologien in der Region und im Land stark zurück. Exporte stellen einen wesentlichen Beitrag für den wirtschaftlichen Aufschwung dar und sind entscheidende Faktoren des wirtschaftlichen Fortschritts.

### Unternehmenszweige
Laut einer im Dezember 2002 von der Großgemeinde erstellten Liste wurden 3084 Unternehmen registriert, die insgesamt 9961 Mitarbeiter beschäftigten.
Die Zweige stellen sich wie folgt dar: 1.730 Unternehmen im Handel (56,1 %); 277 Unternehmen in der Verarbeitungsindustrie (9 %); 269 Unternehmen im Transport- und Verkehrssektor (8,7 %); 256 Gastronomiebetriebe (8,3 %); 166 Unternehmen in der Bauwirtschaft (5,4 %); 84 Immobilien- und Dienstleistungsunternehmen (2,7 %); 45 Unternehmen und Betriebe, die im Aus- und Weiterbildungssektor tätig sind (1,5 %); 36 Unternehmen im Gesundheitssektor (1,2 %); 30 landwirtschaftlich tätige Betriebe (1 %); sieben Unternehmen in der Industrie- und Mineralienbranche (0,2 %); drei Finanzvermittler (0,1 %); zwei Versorgungsunternehmen (Strom, Gas und Wasser; 0,06 %) sowie 179 Unternehmen für sonstige gesellschaftliche und soziale Aktivitäten (5,8 %).

## Infrastruktur

### Verkehr

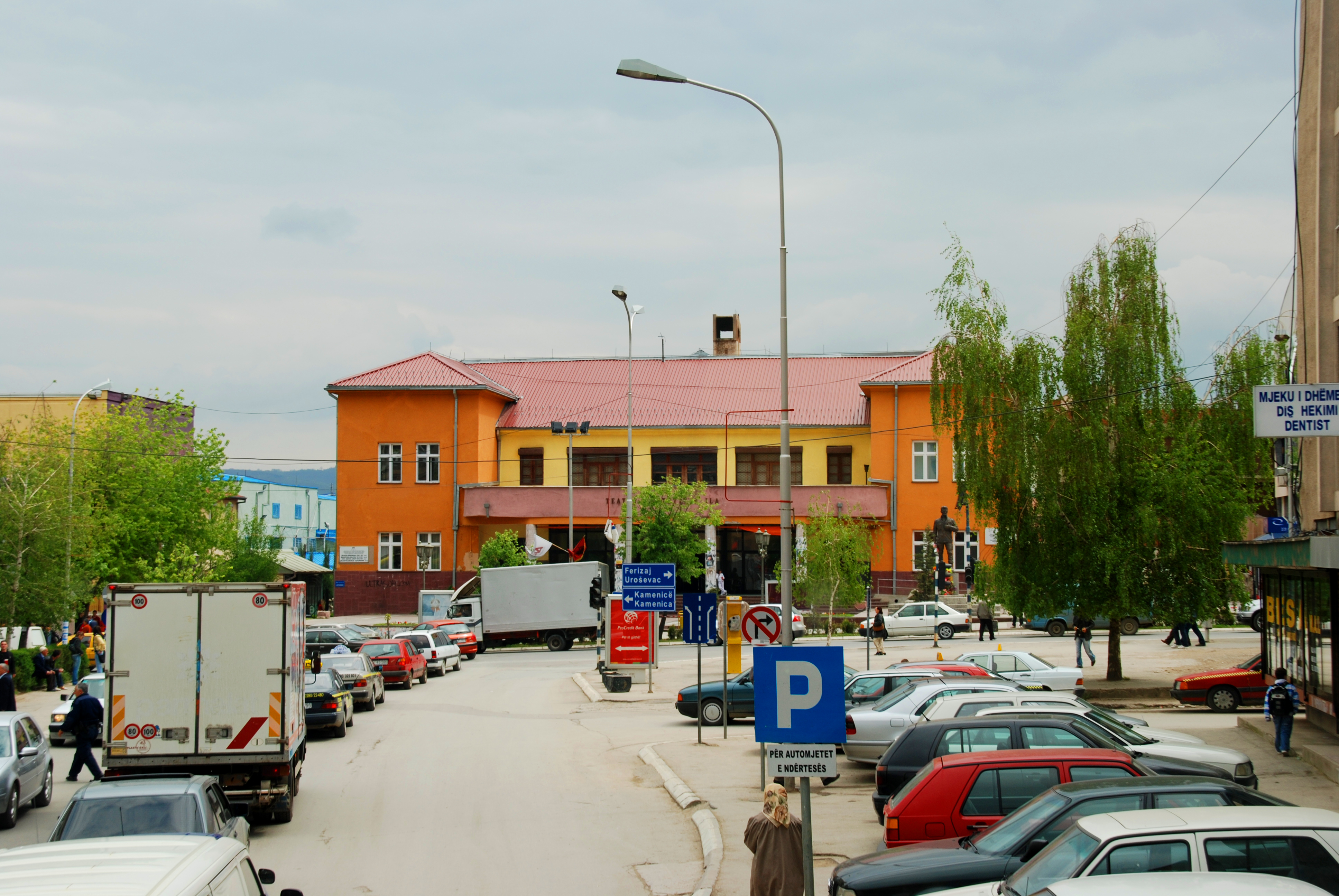
In der Innenstadt von Gjilan

Gjilan hat eine sehr günstige Verkehrslage, wobei die Straßen von und zu den Autobahnen nicht ausreichend ausgebaut sind. So kommt es des Öfteren zu Überlastungen und Verkehrsstörungen.
Im westlichen Teil der Stadt ist unter Koordination der KFOR eine zusätzliche Straße gebaut worden, die den Verkehr innerhalb der Stadt entlastet. Der Verkehr, welcher aus den umliegenden Ortschaften kommt, hat sehr oft die Innenstadt als Ziel und deshalb besondere Auswirkungen auf kleinere Straßen, welche der Kapazität oft nicht entsprechen. Des Weiteren gibt es im Norden und im Süden der Stadt Industriezentren, die einen regen Schwerverkehr durch die Stadt hindurch verursachen.
Der Großteil der kleineren Unternehmen ist in der ganzen Stadt verstreut und trägt als zweiter Faktor zur Verkehrsüberlastung bei. Des Weiteren steigt die Motorisierung und belastet ebenso die Infrastruktur. Ein weiteres verkehrstechnisches Problem ist die unzureichende Anzahl an Parkplätzen, die dazu führt, dass Fahrzeuge oft in Privatzonen, auf Gehsteigen oder auf Plätzen mit Parkverbot abgestellt werden.

### Öffentlicher Verkehr
Gjilan besitzt derzeit kein staatliches Verkehrsunternehmen. Private Busunternehmen verbinden den Ort mit den Nachbarstädten und Dörfern in der Umgegend. Der überregionale Busbahnhof befindet sich im südlichen Teil der Stadt. Innerhalb der Stadt gibt es keine Buslinien. Diese Lücke füllen die zahlreichen Taxiunternehmen auf. Die Innenstadt ist sehr klein; deshalb sind die meisten Sehenswürdigkeiten zu Fuß erreichbar.

### Telekommunikation
Der Kommunikationsdienstleister ist Telekomi i Kosovës. Er verfügt über eine Telefonanlage mit einer Kapazität von 10.000 Festnetzanschlüssen und versorgt weiters 10.000 Mobiltelefone. Die ersten Telefondienste wurden im Jahre 1980 angeboten. Die Installation der Festnetzanschlüsse im Jahr 1989 ermöglichte die erste telekommunikative Verbindung der Stadt mit der Umgebung, der Hauptstadt sowie dem Rest der Welt.
Die Anzahl der Festnetz-Abonnenten befindet sich im Wachstum. Ebenso wächst die generelle Nachfrage nach Mobiltelefonie, so dass Telekomi i Kosovës plant, nicht nur die Reichweite, sondern auch die Kapazität ihres Netzes zu erhöhen. Dafür wurden am Stadtrand zusätzliche Antennen installiert. Weitere Dynamik in diesem Sektor entwickelt sich durch ausländische Investoren, die hier einen großen Wachstumsmarkt sehen.
Die Medien in Gjilan bestehen aus zwei unabhängigen, privaten Fernsehsendern (TV Vali und Men-TV) sowie vier Radiosendern – Radio Gjilani, Radio Victoria, Radio Energie und einem Jugendradio.

## Kultur

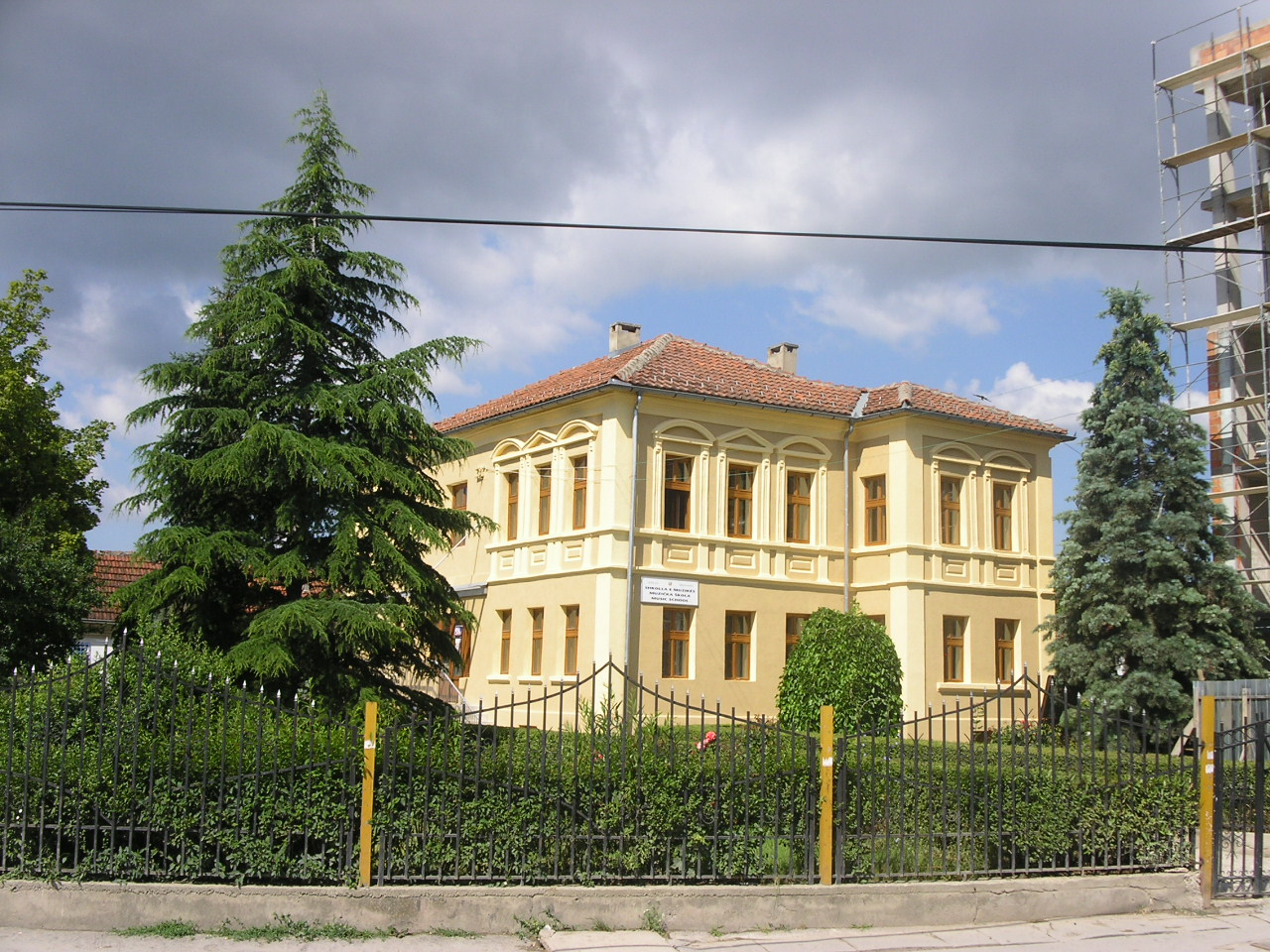
Musikschule

### Architektur und Sehenswürdigkeiten
In der Gemeinde gibt es eine Vielzahl historischer Bauten. So sind das aus der zweiten Hälfte des 18. Jahrhunderts stammende Wohnhaus der Adelsfamilie Gjinolli und die Festung von Pogragja kulturelle Attraktionen.
Die albanischen Wehrtürme (alb. kulla) sind weitere Sehenswürdigkeiten der Stadt. Aufgrund ihrer einzigartigen Konstruktion sind sie ein kulturelles Erbe der Stadt. Diese Wehrtürme bestehen ausschließlich aus Stein und Holz. Sie besitzen meistens vier Etagen. Besonders bekannt sind die Wehrtürme der Familien Hajdinaj und Terzijaj, welche aus dem Jahre 1850 stammen.
Weitere Sehenswürdigkeiten der Stadt sind die 1604 erbaute Medrese-Moschee, die Große Moschee aus dem 19. Jahrhundert, die heute leerstehende katholische Kirche Shën Ana e Danubit aus dem Jahre 1938, die ausschließlich aus Stein besteht, das Rathaus sowie die berühmte Musikschule.

### Naturattraktionen in der Umgebung
Die bekanntesten geographischen Sehenswürdigkeiten der Stadtumgebung sind die Höhle von Bresalce, das Llapushnica-Tal mit der Festung von Pogragja, die Thermalquellen in Uglar und Miresh sowie die Talsperren Livoc und Perlepnica.

### Sport
Gjilan besitzt drei lokale Fußballvereine: KF Drita, KF Gjilani und KF Bashkimi. KF Drita und KF Gjilani spielen zurzeit in der höchsten Liga, der Albi Mall Superliga. KF Bashkimi hingegen in Gruppe B, der dritten Spielklasse (Liga e Dytë).
Das Stadtderby zwischen KF Drita und KF Gjilani zählt, nicht zuletzt dank seinen jeweiligen Fangruppen Intelekeltualët und Skifterat, zu einer der größten Partien im Land.

## Partnerstädte
Gjilan unterhält mit drei Städten in Europa eine Städtepartnerschaft: mit Lutterbach in Frankreich, Ypern in Belgien und Kukës in Albanien.

## Söhne und Töchter der Stadt
- Idriz Seferi (1874–1927), Anführer der albanisch-nationalen Bewegung in der Region
- Mulla Idriz Gjilani (1901–1949), islamischer Geistlicher
- Haki Sermaxhaj (1914–1948), islamischer Geistlicher
- Mustafë Koka (1931–1951), Pädagoge und Bürgerrechtler
- Rexhep Elmazi (1938–1978), Schriftsteller
- Zejnullah Halili (1945–2004), Schriftsteller
- Beqir Musliu (1945–1996), Schriftsteller und Literaturkritiker
- Hilmi Ibar (* 1947), Chemiker und Pädagoge
- Zija Shemsiu (1950–1985), politischer Aktivist
- Maxhide Shaqiri (* 1951), Bürger- und Frauenrechtlerin
- Xhavit Ahmeti (1952–1996), Chemiker, Politiker und Pädagoge
- Kadri Zeka (1953–1982), Journalist
- Hydajet Hyseni (* 1954), Dichter und Publizist
- Haki Bunjaku (* 1944), Dichter und Professor für Albanische Sprache und Schrift.
- Sabit Rrustemi (* 1959), Dichter und Prosaist
- Muharrem Ibrahimi (1959–1999), Militarist und UÇK-Mitglied
- Mehmet Behluli (* 1962), Maler und Konzeptkünstler
- Goran Svilanović (* 1963), Politiker
- Agim Ramadani (1964–1999), Schriftsteller und UÇK-Unterkommandant
- Bujar Salihu (* 1972), Schriftsteller
- Zoran Antić (* 1975), Fußballspieler
- Albert Bunjaku (* 1983), Fußballspieler
- Gentiana Ismajli (* 1984), Popsängerin
- Faton Toski (* 1987), Fußballspieler
- Xherdan Shaqiri (* 1991), Fußballspieler
- Mirlind Daku (* 1998), Fußballspieler